# Vanessa Barbara
Vanessa Barbara (née le 14 juin 1982 à São Paulo) est une journaliste et romancière brésilienne.

## Biographie
Vanessa Barbara est journaliste, elle écrit pour l’O Estado de S. Paulo et a aussi écrit pour le magazine piauí et le journal Folha de S.Paulo. Certains de ses articles ont été repris dans l’International New York Times.
Elle a gagné le prix Jabuti 2009 pour O Livro Amarelo do Terminal sur le terminal de bus Tietê.
Elle est également écrivaine. Son roman Noites de alface a été traduit en français chez Zulma sous le titre Les Nuits de laitue.

## Œuvre
- 2008 : O Verão do Chibo, roman
- 2009 : O Livro Amarelo do Terminal, récit d'actualité
- 2010 : Endrigo, O Escavador de Umbigos, livre pour enfants
- 2012 : A máquina de Goldberg, roman graphique (avec Fido Nesti)
- 2013 : Les Nuits de laitue (Noites de alface), roman
- 2015 : Operação Impensável